# Eduard von Kausler

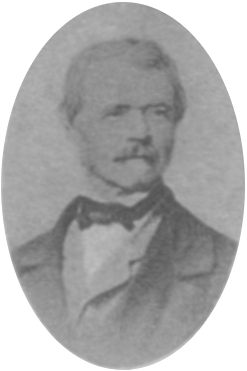
Eduard von Kausler

Heinrich Eduard von Kausler (* 20. August 1801 in Winnenden; † 27. August 1873 in Stuttgart) war ein deutscher Archivar, Historiker, Germanist und Romanist.

## Leben und Werk
Kausler studierte in Tübingen, Göttingen und Berlin Jura sowie germanistische und romanistische Mediävistik. Ab 1826 durchlief er eine Karriere am königlich württembergischen Haus- und Staatsarchiv in Stuttgart, die er 1857 mit dem Amt des Vizedirektors krönte. Besondere Verdienste erwarb er sich um die Niederlandistik und die Lusitanistik sowie um das Württembergische Urkundenbuch (1848 ff).
Die Herausgabe der altfranzösischen Verfassung des Königreichs von Jerusalem (Livres des assises) nach einem Münchener Manuskript brach er nach dem ersten Band ab, weil in Frankreich eine Konkurrenzpublikation durch Victor Fouché (1802–1866) erschienen war, einen Schwager von Victor Hugo. Diese Assises du royaume de Jérusalem (Paris 1839–1841) nach einem Manuskript aus Venedig rezensierte er scharf.
Kausler war 1842 auch Mitbegründer der Bibliothek des Litterarischen Vereins in Stuttgart.

## Ehrungen, Nobilitierung
- 1846 Ritterkreuz des Ordens der württembergischen Krone[1], welches mit dem persönlichen Adelstitel (Nobilitierung) verbunden war
- 1856 Komturkreuz 2. Klasse des Friedrichs-Ordens
- 1869 Komturkreuz des Ordens der Württembergischen Krone
- Verdienstorden vom Heiligen Michael, Komturkreuz
- Roter Adlerorden 3. Klasse

## Werke
- (Hrsg.) Les livres des assises et des usages dou reaume de Jerusalem sive Leges et instituta regni Hierosolymitani, Stuttgart 1839 (nur 1 Bd.)
- Denkmäler altniederländischer Sprache und Literatur, 3 Bde., Tübingen 1840-1844; Leipzig 1866, Hildesheim 1978
- Geschichte der Kreuzzüge und des Königreichs Jerusalem, aus dem Lateinischen des Erzbischofs Wilhelm von Tyros, Stuttgart 1840, 1844
- Cancioneiro Geral. Altportugiesische Liedersammlung des Edlen Garcia de Resende, 3 Bde., Stuttgart 1846-1848-1852 (Bibliothek des Litterarischen Vereins in Stuttgart, Bd. 15, 17, 26)